# زلزال هرمزغان 2022
زلزال هرمزغان 2022 كان زوجان من الزلازل المزدوجة التي ضربت جنوب إيران في 1 يوليو 2022. تسببت الزلازل التي تفصل بينها حوالي ساعتين في مقتل سبعة أشخاص وإصابة العشرات.

## الهزة الأرضية
هذا الزلزال هي جزء من سلسلة من الزلازل في 1 يوليو 2022 في جنوب إيران والتي بدأت بقوة 6.0 على مقياس ريختر، تليها هزة ارتدادية بلغت قوتها 5.7 درجة بعد ساعتين، وزلزال بقوة 6.0 درجة على مقياس ريختر بعد دقيقة واحدة من الزلزال. تم الإبلاغ عن أول حدثين في البداية بمقدار 6.1 درجة، بينما كان الزلزال الثالث بـ 6.2 درجة. وتم تعديلها بعد عدة ساعات.

## التأثير
تأثرت 12 مدينة وأكثر من 300 قرية يبلغ عدد سكانها مجتمعة حوالي 900.000 نسمة من الزلازل. دمرت قرية سايح خفوش التي يقطنها حوالي 1100 شخص تدميرا كاملا. قال محافظ هرمزجان مهدي دوستي إن إعادة بناء القرية ستستغرق عدة أشهر. وفي بندر خمير تضرر ما لا يقل عن 45 منزلا وتضرر 35 منزلا آخر في بلدة كونغ. إجمالاً تضرر أو دمر ما لا يقل عن 392 منزلاً. كانت هناك أيضًا تقارير عن انقطاع التيار الكهربائي. أغلق انهيار أرضي طريق بين بندر خمير وبندر لنجة. قُتل سبعة أشخاص وأصيب 111 آخرون. ما لا يقل عن 22 من الإصابات كانت خطيرة بما يكفي لتقتضي دخول المستشفى.